# Imperatore del Sacro Romano Impero

Stemma utilizzato dagli imperatori nel periodo altomedievale.

Stemma utilizzato dagli imperatori nel periodo moderno

L'imperatore del Sacro Romano Impero, formalmente Imperatore dei Romani (in latino Imperator Romanorum), fu, con alcune variazioni, il titolo portato dal sovrano del Sacro Romano Impero, durante tutta la sua esistenza, dall'800, quando Carlo Magno divenne imperatore d'Occidente, sino al 1806 con la pace di Presburgo e la fine definitiva dell'Impero. 
L'Imperatore, detentore formalmente di poteri assoluti, fungeva da primus inter pares sia tra i sovrani degli Stati dell'Impero che tra i capi di stato del mondo cattolico, ed era il feudatario di alcune zone dell'Impero, definite maestà imperiali, ovvero territori che non avevano altra autorità se non quella dell'imperatore.

## Storia
La terminologia del titolo, ripreso da quella dell'imperatore romano, è in qualche modo ambigua. Il titolo di "imperatore" fu ripristinato quando, nell'800 d.C., papa Leone III incoronò come imperatore Carlo Magno, re dei Franchi, in cambio della protezione della Chiesa. Dopo la divisione del reame franco in tre parti, sancita dal trattato di Verdun dell'843, il titolo rimase inizialmente nel regno centrale di Lotaringia, ma infine passò a est quando Ottone I il Grande, re dei Franchi orientali, venne incoronato imperatore nel 962. Il trasferimento dell'Impero, nella teoria medioevale, veniva indicato come translatio imperii.
Inizialmente, l'imperatore si faceva chiamare Imperator Augustus, con riferimento al titolo assunto dall'imperatore romano Augusto e dai suoi successori. Il titolo di "imperatore dei Romani", così come il nome di Sacro Romano Impero, venne usato solamente nei secoli successivi.
Fino al 1508 il re dei tedeschi, che veniva eletto da un gruppo di principi detti principi elettori, diveniva imperatore quando veniva incoronato dal papa a Roma; in seguito rimase re (un titolo avente funzioni nella legge feudale). Per contro, il titolo di imperatore aveva una connotazione più religiosa, che suggeriva il compito di protettore della chiesa. L'esatta relazione tra le due funzioni non fu mai completamente chiara e portò a molti conflitti tra i duchi tedeschi e il papa, ad esempio nella controversia sull'investitura dell'XI secolo.
La scelta del re veniva influenzata da un insieme di fattori complicati. Eletto formalmente, contrariamente a quanto avveniva in Francia, il titolo era parzialmente ereditario, anche se spesso rimase a una dinastia e fino all'estinzione della stessa. Alcuni studiosi suggeriscono che il compito degli elettori fosse essenzialmente quello di risolvere i conflitti di successione, quando la sovranità dinastica era incerta. Nonostante ciò, il processo prevedeva che il candidato più probabile facesse delle concessioni ai votanti, le cosiddette Wahlkapitulationen (capitolazioni elettorali), che contribuirono al declino del potere centrale in favore dei vari territori imperiali. Il collegio degli elettori venne fissato a sette membri, in base alla Bolla d'oro, dal 1356 al 1623, quando, durante la guerra dei trent'anni, vennero aggiunti altri elettori.
Dopo il 1438, il regno rimase alla casa degli Asburgo e dal 1508, dopo la sua elezione imperiale, il re non richiese più l'incoronazione del papa, ma si considerava Imperatore direttamente. Quando fu costretto alla rinuncia da Napoleone, nel 1806, già da due anni l'imperatore Francesco II si era fatto riconoscere anche imperatore d'Austria. Dopo la formazione dell'Impero tedesco nel 1871, il re di Prussia si fece nuovamente incoronare Imperatore, in competizione con quello d'Austria (come già quello francese).